# Сан-Фернандо (муниципалитет Чьяпаса)
Сан-Фернандо (исп. San Fernando) — муниципалитет в Мексике, штат Чьяпас, с административным центром в одноимённом городе. Численность населения, по данным переписи 2020 года, составила 41 793 человека.

## Общие сведения
Название муниципалитета San Fernando дано в честь католического святого Фернандо.
Площадь муниципалитета равна 359,5 км², что составляет 0,5 % от площади штата, а наиболее высоко расположенное поселение Сотеапа, находится на высоте 1182 метра.
Он граничит с другими муниципалитетами Чьяпаса: на севере с Копайналой, на востоке с Чикоасеном и Осумасинтой, на юге с Тустла-Гутьерресом, и на западе с Берриосабалем.

## Учреждение и состав
Муниципалитет был образован в 1915 году, по данным 2020 года в его состав входит 150 населённых пунктов, самые крупные из которых:
| Код INEGI                  | Населённый пункт                                                                          | Численность населения (2005 год) | Численность населения (2010 год) | Численность населения (2020 год) |
| -------------------------- | ----------------------------------------------------------------------------------------- | -------------------------------- | -------------------------------- | -------------------------------- |
| 079                        | Всего                                                                                     | 29543                            | 33060                            | 41793                            |
| 0001                       | Сан-Фернандо (исп. San Fernando) 16°52′18″ с. ш. 93°12′23″ з. д. (административный центр) | 9581                             | 9651                             | 11867                            |
| 0043                       | Эль-Прогресо (исп. El Progreso) 16°52′37″ с. ш. 93°13′20″ з. д.                           | 2234                             | 2704                             | 3443                             |
| 0022                       | Франсиско-Мадеро (исп. Francisco I. Madero) 16°52′24″ с. ш. 93°12′57″ з. д.               | 1642                             | 1993                             | 2432                             |
| 0012                       | Эль-Копалар (исп. El Copalar) 16°52′38″ с. ш. 93°12′51″ з. д.                             | 1760                             | 2039                             | 2402                             |
| 0023                       | Габриэль-Эскинка (исп. Gabriel Esquinca) 16°56′19″ с. ш. 93°10′28″ з. д.                  | 1867                             | 1968                             | 2334                             |
| 0073                       | Вива-Карденас (исп. Viva Cárdenas) 16°50′03″ с. ш. 93°11′41″ з. д.                        | 1252                             | 1431                             | 2101                             |
| 0004                       | Бенито-Хуарес (исп. Benito Juárez) 16°52′55″ с. ш. 93°11′19″ з. д.                        | 1312                             | 1488                             | 1850                             |
| 0003                       | Альваро-Обрегон (исп. Álvaro Obregón) 16°50′37″ с. ш. 93°11′35″ з. д.                     | 1187                             | 1126                             | 1755                             |
| 0016                       | Дьесисейс-де-Септьембре (исп. 16 de Septiembre) 16°49′21″ с. ш. 93°10′29″ з. д.           | 656                              | 1020                             | 1358                             |
| 0026                       | Мигель-Идальго (Ленин) (исп. Miguel Hidalgo (Lenin)) 16°51′51″ с. ш. 93°14′08″ з. д.      | 748                              | 994                              | 1193                             |
| —                          | Прочие                                                                                    | 7304                             | 8646                             | 11058                            |
| Названия на карте Генштаба |                                                                                           |                                  |                                  |                                  |

## Экономическая деятельность
По статистическим данным 2000 года, работоспособное население занято по секторам экономики в следующих пропорциях:
- сельское хозяйство, скотоводство и рыбная ловля — 40,6 %;
- промышленность и строительство — 27,3 %;
- торговля, сферы услуг и туризма — 28,9 %;
- безработные — 3,2 %.

## Инфраструктура
По статистическим данным 2020 года, инфраструктура развита следующим образом:
- электрификация: 99,2 %;
- водоснабжение: 49,9 %;
- водоотведение: 97,8 %.

## Туризм
Основной достопримечательностью, привлекающей туристов, является водохранилище имени Мануэля Морено Торреса, где проходят соревнования по водным видам спорта, рыбалка и подводное плавание.